# 闽楠
闽楠（学名：Phoebe bournei）为樟科楠属下的一个种。
福建武夷山市莲花峰西侧的白岩崖洞内的闽楠木船棺，其年代距今已有3400多年，仍保存完好不朽。

## 扩展阅读
- 維基物種上的相關：闽楠